# マイケル・ロール
マイケル・ロール（Michael Roll、1946年7月17日 - ）はイギリスのピアニスト。

## 略歴
ファニー・ウォーターマンに師事。わずか17歳で第1回リーズ国際ピアノ・コンクールに優勝。
その後、ロンドンの五大交響楽団、ボストン交響楽団、ライプツィヒ・ゲヴァントハウス管弦楽団等と協演。ハワード・シェリー指揮のロイヤル・フィルハーモニー管弦楽団と録音したルートヴィヒ・ヴァン・ベートーヴェンのピアノ協奏曲集は高い評価を受ける。
近年は教育者としての活動が中心となり、エッセン音楽大学教授をつとめる。